# Chotýšany (zámek)
Chotýšany jsou zámek v Chotýšanech v okrese Benešov ve Středočeském kraji. Pochází z 1. poloviny 18. století. Je chráněn jako kulturní památka. Zámek v havarijním stavu je v soukromém vlastnictví.

## Historie
V obci stála již od 13. století tvrz rytíře Mrákoty z Chotýšan. Zámek byl vystavěn roce 1743 vedle staré tvrze za Arnošta Františka I., hraběte z Vrtby. Z tvrze se stal zámecký pivovar. Dalším majitelem zámku byl František Josef Vratislav z Mitrovic. Rod vlastnil panství do roku 1872, kdy ho jeho poslední mužský potomek prodal. Poté se majitelé rychle střídali, aniž by se o zámek starali. Posledními soukromými majiteli byli před nástupem komunistického režimu Langhammerové z Bíliny, kteří o něj přišli v roce 1948.
Po znárodnění byl zámek přebudován na byty a začala v něm fungovat místní knihovna. Po roce 1989 byl v restituci vrácen potomku rodiny Langhammerů, který jej včetně pozemků o rozloze 80 hektarů prodal italské firmě Farm Chotýšany. Místní zastupitelé firmě uvěřili, že pole rozprodá na pozemky na stavbu rodinných domků a za utržený zisk zámek opraví. Firma s vysokým ziskem pozemky prodala za 50 milionů korun, do zámku ale neinvestovala. Památkáři jí udělili pokutu 80 tisíc korun.
V prosinci 2016 byl na prodej za 10 milionů korun, ale prodej se neuskutečnil. V roce 2019 byl areál zabezpečen a zámek dostal novou střechu. V následujících letech v areálu proběhly drobné udržovací práce.

## Stavební podoba
Z tvrze se dochovalo přízemí věžovité stavby s nejspíše dodatečně vestavěnou valenou klenbou z cihel. Na sever od ní stojí také část hradby, ke které byla přistavěna renesanční budova s valeně zaklenutými místnostmi v přízemí.
Zámek z první poloviny osmnáctého století tvořila jediná budova s obdélným půdorysem nárožími zdůrazněnými bosovanými lizénami. V jižním průčelí se nachází vstupní portál, za kterým je hala se čtveřicemi pokojů po stranách. Ke staré budově bylo roku 1830 přistavěno severní novogotické křídlo se sedmi místnostmi přístupnými z arkádové chodby.
V areálu zámku roste památný platan javorolistý (Platanus hispanica).